# Inspección visual
La inspección visual es un método común de control de calidad, adquisición de datos y análisis de datos. La inspección visual, utilizada en el mantenimiento de instalaciones, significa la inspección de equipos y estructuras utilizando cualquiera o todos los sentidos humanos en bruto, como la vista, el oído, el tacto y el olfato y/o cualquier equipo de inspección no especializado. Las inspecciones que requieren equipos ultrasónicos, de rayos X, infrarrojos, etc., no suelen considerarse inspecciones visuales, ya que estas metodologías de inspección requieren equipos, capacitación y certificación especializados.
En el contexto de inspecciones visuales, IVT (Inspección Visual Tecnologizada) y IVP (Inspección Visual Pedestre) se diferencian principalmente en las herramientas y métodos utilizados.
La IVT se caracteriza por el uso de tecnologías avanzadas, como drones, cámaras especializadas y sensores, para realizar inspecciones de forma remota o automatizada, permitiendo una cobertura más amplia, rápida y segura de áreas difíciles de acceder. Por otro lado, la IVP se lleva a cabo de manera manual, en la cual los inspectores recorren físicamente el área para realizar observaciones directas con cámaras portátiles. 

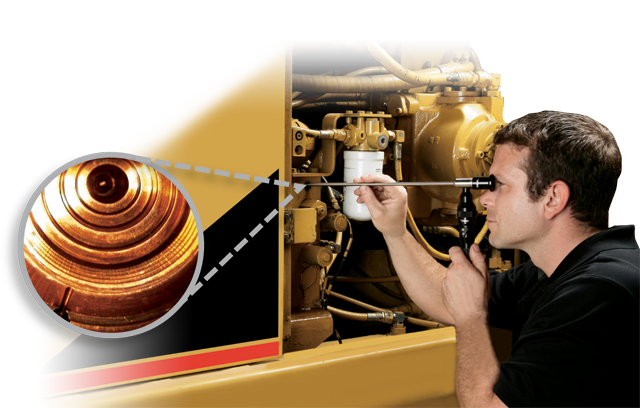
Aplicación típica del boroscopio con muestra de imagen vista a su través

Dado que los drones son herramientas tecnológicas que permiten inspeccionar desde el aire y recopilar datos con mínima intervención directa de un operador en el terreno, estos están alineados exclusivamente con la IVT. Su uso trasciende las capacidades tradicionales de la inspección visual pedestre y se enmarca en la modernización y tecnificación que define a la Inspección Visual Tecnologizada.
Así mismo, la industria ha adaptado los endoscopios empleados en medicina para sus propias necesidades. Estos equipos reciben el nombre de endoscopios industriales o también boroscopios, flexoscopios o videoendoscopios. Puede observarse con ellos el interior de máquinas, motores, conductos, cavidades o armas sin necesidad de desmontarlos.

## Control de calidad
Un estudio de la inspección visual de pequeños circuitos integrados encontró que la duración modal de las fijaciones oculares de los inspectores capacitados era de aproximadamente 200 em. Los inspectores más precisos hicieron la menor cantidad de fijaciones oculares y fueron los más rápidos. Cuando el mismo chip fue evaluado más de una vez por un inspector individual, la coherencia del juicio fue muy alta, mientras que la coherencia entre los inspectores fue algo menor. La variación en un factor de seis en la velocidad de inspección llevó a una variación de menos de un factor de dos en la precisión de la inspección. La inspección visual tuvo una tasa de falsos positivos del 2% y una tasa de falsos negativos del 23%.

## Terminología relacionada
Hacer una búsqueda visual (eyeball search) es buscar algo específico en una masa de código o datos con los propios ojos, en lugar de usar algún tipo de software de coincidencia de patrones como grep o cualquier otra herramienta de búsqueda automatizada. También conocido como vgrep u ogrep, es decir, "grep visual/óptico", y en el mundo del mainframe de IBM como IEBIBALL.  La aplicación más importante de la búsqueda de globo ocular / vgrep en la ingeniería de software es vdiff.
En varias disciplinas también se denomina "técnica del globo ocular" o "método del globo ocular" (de evaluación de datos).
"Eyeballing" es el método más común y disponible de evaluación inicial de datos.
Los expertos en reconocimiento de patrones sostienen que la técnica del "globo ocular" sigue siendo el procedimiento más eficaz para buscar estructuras arbitrarias y posiblemente desconocidas en los datos.
En el ejército, la aplicación de este tipo de búsqueda al terreno del mundo real a menudo se conoce como "usar el dispositivo Mark I Eyeball", y el ejército de EE. UU. lo adoptó en la década de 1950. El término es una alusión a la nomenclatura militar, siendo "Mark I" la primera versión de un vehículo o arma militar.